# Brian Savard
Brian Savard – kanadyjski snowboardzista. Nie startował na igrzyskach olimpijskich ani na mistrzostwach świata w snowboardzie. Najlepsze wyniki w Pucharze Świata osiągnął w sezonie 1994/1995, kiedy to zajął 9. miejsce w klasyfikacji halfpipe’a.
W 1998 r. zakończył karierę.

## Sukcesy

### Puchar Świata

#### Miejsca w klasyfikacji generalnej
- 1994/1995 - -
- 1996/1997 - 127.

#### Miejsca na podium
1. Alts – 3 lutego 1995 (Halfpipe) - 3. miejsce